# Lars Løkke Rasmussen
Lars Løkke Rasmussen (Vejle, 15 de maio de 1964) é um político dinamarquês. É ministro do Negócios Estrangeiros desde 2022. Foi primeiro-ministro da Dinamarca em 2009-2011, e em 2015-2019. Foi líder do  Partido Liberal em 2009-2019.

Lars Løkke Rasmussen foi Ministro do Interior e da Saúde desde 27 de novembro de 2001, como parte do Gabinete de Anders Fogh Rasmussen (I e II) e Ministro das Finanças do Gabinete de Anders Fogh Rasmussen (III) desde 23 de novembro de 2007. Em 5 de abril de 2009, ele conseguiu o lugar de Anders Fogh Rasmussen, por este ter sido nomeado secretário-geral da OTAN.
Lars Løkke Rasmussen tem sido membro do parlamento dinamarquês (Folketinget) desde 21 de setembro de 1994. Ele também atuou como Presidente da Câmara do Condado de Frederiksborg entre 1998 e 2001. Apesar do seu sobrenome comum, Lars Løkke Rasmussen não está relacionado nem com o seu antecessor, nem com o outro ex-primeiro-ministro, Poul Nyrup Rasmussen.

## Início de vida
Lars Løkke Rasmussen nasceu em Vejle, filho de Jeppe e Lise Løkke Rasmussen. Ele graduou-se na escola secundária em 1983, e foi o presidente da Juventude Venstre entre 1986 e 1989. Ele é licenciado em Direito pela Universidade de Copenhaga em 1992. De 1990 a 1995 trabalhou como consultor.

## Carreira política

### Reforma municipal em 2007
Como Ministro do Interior e da Saúde, Lars Løkke Rasmussen liderou a reforma municipal de 2007, que reduziu a Dinamarca de 271 municípios a 98, e aboliu os 14 condados e substituí-os por cinco regiões.

### As acusações de irregularidades financeiras
Na Primavera de 2008, Lars Løkke Rasmussen foi acusado de ter pago as suas despesas pessoais com dinheiro público, por exemplo, refeições em restaurantes, cigarros, táxis e estadias em hotéis, tanto como Presidente da Câmara como Ministro. Em Maio de 2007, Løkke foi acusado de deixar o seu ministério pagar um quarto de hotel em Copenhaga quando Lars Løkke Rasmussen foi assistir a um concerto de Paul McCartney em Horsens, no ano de 2004.

### A reforma tributária de 2009
Em Fevereiro de 2009, Lars Løkke Rasmussen foi o principal negociador do acordo político por trás de uma grande reforma fiscal, a aplicação da ambição do governo na redução de receitas fiscais e aumento dos impostos sobre a poluição. A reforma foi, de acordo com Lars Løkke Rasmussen, a maior redução da taxa de imposto marginal desde a introdução do imposto de renda em 1903. A oposição acusou-o de ser historicamente distorcido, favorecendo as pessoas com altos rendimentos, e dando muito pouco para aqueles com baixos rendimentos.

### Primeiro-ministro da Dinamarca, 2009/2011

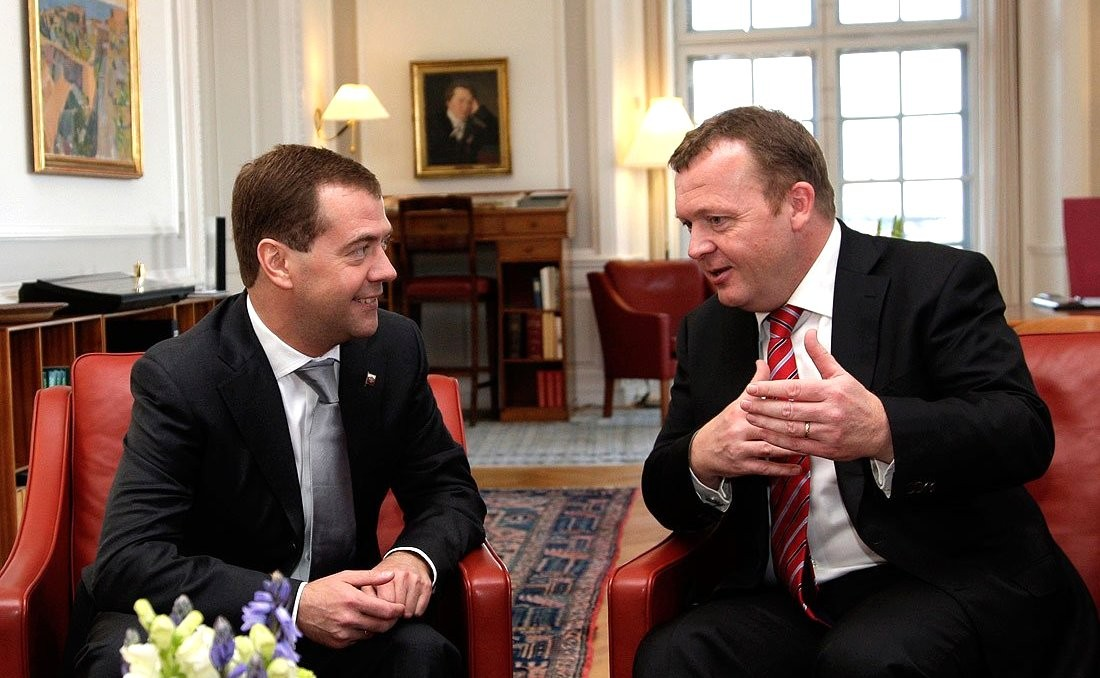
Lars Løkke Rasmussen e o presidente da Rússia Dmitri Medvedev em 2010.

Em 4 de abril de 2009, a NATO decidiu que o primeiro-ministro Anders Fogh Rasmussen iria substituir Jaap de Hoop Scheffer como Secretário-Geral. No mesmo dia, Anders Fogh Rasmussen declarou que ele ia renunciar ao cargo de Primeiro-ministro no dia seguinte. Na qualidade de vice-presidente do maior partido no governo, Lars Løkke Rasmussen, assumiu o cargo de Primeiro-ministro da Dinamarca.
Uma sondagem de opinião difundida no dia em que Lars Løkke Rasmussen tomou posse como Primeiro-ministro, revelou que os dinamarqueses acreditam que ele era mais adequado que Helle Thorning-Schmidt  para fazer frente à crise financeira global de 2008, mas que Throning-Schmidt era mais apta para reduzir o desemprego, reduzir as listas de espera nos hospitais, assegurar o bem-estar da sociedade do futuro, e para representar a Dinamarca internacionalmente. Na sequência das alterações no tabuleiro político, foi apontada o então Ministro das Finanças Kristian Jensen, como futuro vice-presidente do Venstre, e o Ministro do Emprego Claus Hjort Frederiksen como futuro Ministro das Finanças.

### Chefe de governo minoritário, 2015
Depois das eleições legislativas em 2015, em que o Partido Liberal conquistou 19,4% dos votos, Lars Løkke Rasmussen recebeu da rainha Margarida a incumbência de formar um novo governo.

No dia 28 de junho de 2015, apresentou a lista de ministros do novo Governo Lars Løkke Rasmussen II, constituído exclusivamente pelo Partido Liberal (Venstre), e foi empossado pela soberana para liderar esse novo governo.
Devido à sua posição minoritária, o governo liberal de Lars Løkke Rasmussen necessitará do apoio de 56 deputados de outros partidos nas votações no parlamento dinamarquês (Folketinget).